# Encyclia kermesina
Encyclia kermesina là một loài thực vật có hoa trong họ Lan. Loài này được (Lindl.) P.Ortiz mô tả khoa học đầu tiên năm 1995.